# La voce magica della luna
La voce magica della luna è un album discografico della cantante italiana Irene Fargo, pubblicato nel 1992 dalla Carosello.
Disco pubblicato successivamente alla partecipazione del Festival di Sanremo 1992 con il brano Come Una Turandot, 2º classificato nel girone delle novità.
Il disco viene preceduto dal 45 giri Ugo...Domani Mi Sposo di cui viene pubblicato all'interno dell'album la versione remix.
La promozione estiva viene affidata al singolo Sabbia D'Africa, con cui Irene Fargo parteciperà alle manifestazioni estive del Canzoniere dell'estate, Nuovo Cantagiro 1992 e Festivalbar.

## Tracce

### Lato A
1. Come una Turandot
2. Sabbia d'Africa
3. I separati
4. Mimì
5. Il professore

### Lato B
1. Camminando
2. Lui parla di te
3. Ugo (remix version)
4. Mio disperato amore

## Formazione
- Irene Fargo – voce
- Lorenzo Ghidella – chitarra elettrica
- Paolo Costa – basso
- Lele Melotti – batteria
- Giovanni Boscariol – tastiera, pianoforte
- Francesco Saverio Porciello – chitarra acustica
- Sergio Conforti – tastiera
- Lucio Fabbri – tastiera, violino
- Don Fix – tastiera
- Alessandro Simonetto – fisarmonica, violino, mandolino
- Enzo Miceli – tastiera
- Alberto Drufuca – violoncello
- Roberto Politi – violoncello
- Demo Morselli – tromba, flicorno
- Robert Fix – sassofono tenore
- Claudio Pascoli – sassofono contralto

## Classifiche
| Classifica | Posizione massima |
| ---------- | ----------------- |
| Italia     | 20                |